# Aleksander Bantkie-Stężyński
Aleksander Bandtkie-Stężyński (ur. 11 września 1852 w Warszawie, zm. 13 kwietnia 1930 w Częstochowie) – inżynier chemik, prezydent miasta Częstochowy w latach 1919–1920.

## Życiorys
Młodość
Syn Kazimierza Władysława Bandtkie-Stężyńskiego i Zofii Anieli Köhlerówny. Jego dziadkiem był Jan Wincenty Bandtkie-Stężyński. Jego rodzina pochodziła ze Szlichtyngowej w Wielkopolsce, ale od kilku pokoleń zamieszkiwała w Polsce i była zaangażowana w działalność publiczną. Ukończył naukę w warszawskim gimnazjum i na Wydziale Chemii Politechniki w Charlottenburgu.
Po przyjeździe do Częstochowy podjął pracę zawodową, zajmował się także handlem. 3 marca 1915 roku został przez Radę Miasta powołany w jej skład w ramach zwiększenia liczby jej członków. Przez następne dwa lata pełnił funkcję ławnika miejskiego, a w okresie od lipca 1917 do listopada 1918 roku burmistrza (wiceprezydenta) miasta przy prezydencie (nadburmistrzu) Józefie Marczewskim.
Prezydentura
Po wyzwoleniu spod okupacji niemieckiej zrezygnował z urzędu, ale już 27 marca 1919 roku został wybrany prezydentem miasta w nowej kadencji samorządu. W wyborach wziął udział jako kandydat obozu narodowego. W kwietniu zapowiedział rezygnację z urzędu z powodu stanu zdrowia, ustąpił 15 września 1920 roku, a jego następcą został Marczewski, także polityk obozu narodowego.
Późniejsze lata
W latach 1919–1920 brał także udział w pracach Komitetu Obrony Śląska i śląskiego Komitetu Plebiscytowego. Od 1927 roku zasiadał w zarządzie jednej z częstochowskich fabryk.
Zmarł 13 kwietnia 1930 roku w Częstochowie, pochowano go na cmentarzu ewangelicko-augsburskim w Warszawie (aleja 18, grób 25).
W małżeństwie z Zofią z Kostrzewskich miał jednego syna i kilka córek m.in. Zofię Marię, żonę przemysłowca Alfreda Bernarda Handtkego (1871–1929).